# Arpajon-sur-Cère
Arpajon-sur-Cère is een gemeente in het Franse departement Cantal in de regio Auvergne-Rhône-Alpes. De gemeente telde 6.363 inwoners op 1 januari 2022. De plaats maakt deel uit van het arrondissement Aurillac.

## Geschiedenis
In de 3e eeuw was hier een halteplaats bij een oversteekplaats over de Cère. Mogelijk was hier toen al een brug over de rivier.
Arpajon ontstond in de middeleeuwen rond een priorij die werd gesticht vanuit Aurillac. In de 18e eeuw werd een watermolen langs de Cère gebouwd.
De gemeente groeide sterk vanaf de jaren 1950. Pendelaars die werkten in Aurillac, vestigden zich in Arpajon-sur-Cère. Er kwam ook industrie, met als belangrijkste het bouwbedrijf Matière, opgericht in 1932. In 1967 telde het bedrijf, gespecialiseerd in de bouw van bruggen en metalen structuren, meer dan 1.000 werknemers.

## Geografie
De oppervlakte van Arpajon-sur-Cère bedroeg op 1 januari 2022 47,67 vierkante kilometer; de bevolkingsdichtheid was toen 133,5 inwoners per km².
De Cère stroomt door de gemeente. Het landschap is heuvelachtig met heuvels als de Puy de Vaurs en de Puy Gioli. Naast het centrum telt de gemeente verschillende gehuchten waaronder Conros, Couffins, Senilhes en Brouzac.
De onderstaande kaart toont de ligging van Arpajon-sur-Cère met de belangrijkste infrastructuur en aangrenzende gemeenten.

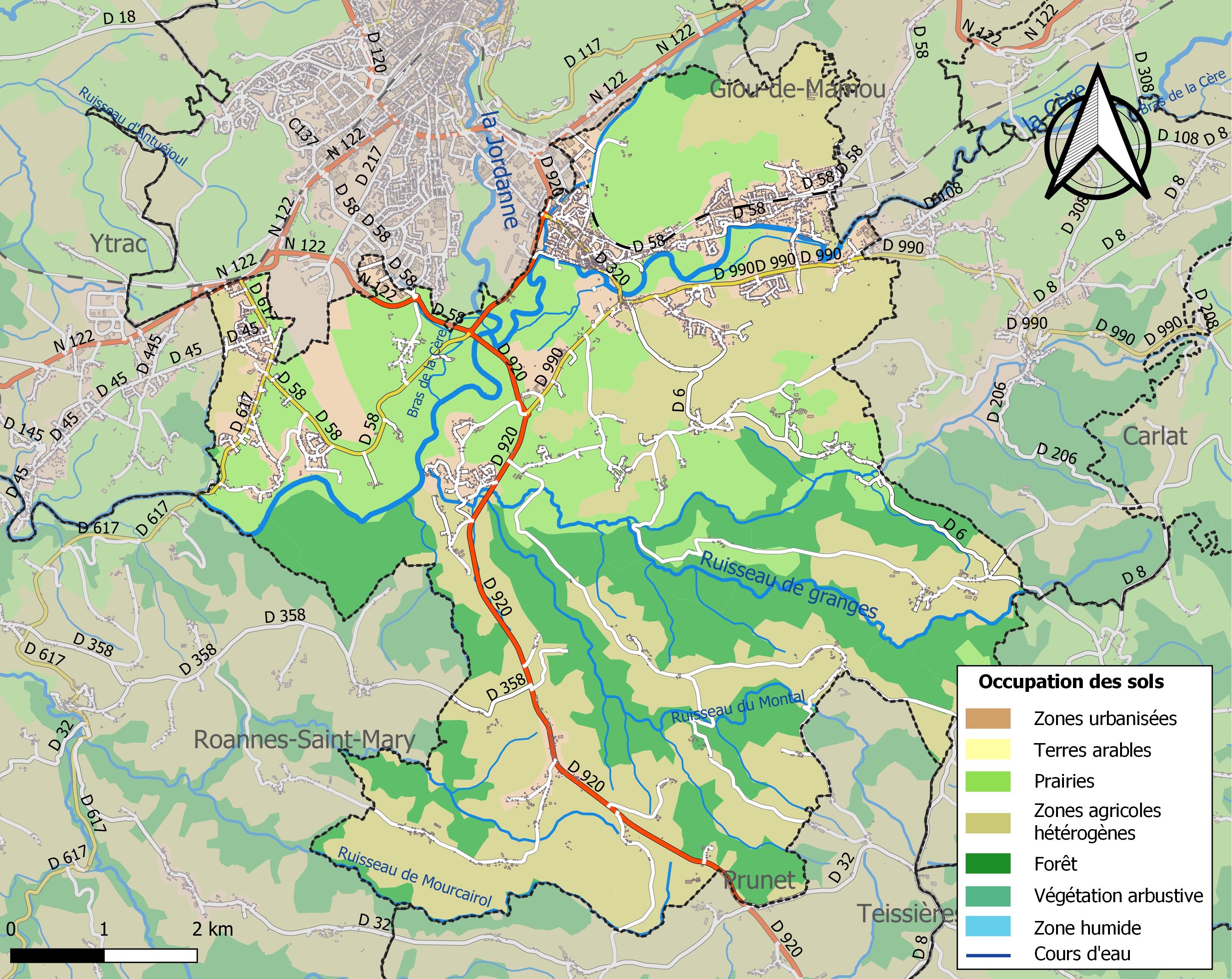

## Demografie
De gemeente kent een bevolkingsgroei sinds de jaren 1950 dankzij haar ligging bij Aurillac.
Onderstaande figuur toont het verloop van het inwonertal (bron: INSEE-tellingen).

Vanwege een beveiligingsprobleem met de MediaWiki Graph-software is het momenteel niet mogelijk deze grafiek weer te geven. Zodra de software is bijgewerkt zal de grafiek vanzelf weer zichtbaar worden.

## Bezienswaardigheden
- Kasteel van Carbonat
- Kasteel van Conros
- Kerk Saint-Vincent (1869)